# 東芝ホームテクノ
東芝ホームテクノ株式会社（とうしばホームテクノ、英: TOSHIBA HOME TECHNOLOGY CORPORATION）は、新潟県加茂市に本社を置く、美的グループ（マイディア・グループ）の関連会社で東芝ライフスタイルの完全子会社である。
主に小型家電（炊飯器・アイロン・空気清浄機・コーヒーメーカー・温水洗浄便座など）、ファンモータ、機械部品を製造している。

## 事業所
- 本社・工場：新潟県加茂市
- 須田分工場：新潟県加茂市
- 東京事務所：東京都千代田区
- 大阪営業所：大阪市中央区

## 歴史
- 1942年 - 東京芝浦電気株式会社の加茂工場として発足。
- 1950年 - 東京電灯器具株式会社として分離独立。
- 1959年 - 東芝電気器具株式会社に社名変更。
- 1981年 - 東芝熱器具株式会社として新規発足（同時に前橋工場を東芝機器株式会社[3]として分離）。
- 1992年 - 現社名に変更。
- 2016年 - 6月30日付で親会社である東芝ライフスタイル株式会社の株式80.1%が中国家電大手の美的グループに売却[4]され、美的グループ傘下となる。